# Žarometi (roman)
Žarometi je kratki roman pisateljice in pesnice in prevajalke Gitice Jakopin.
Gitica Jakopin, ki je znana predvsem kot prevajalka, je začela pisati že v gimnaziji, njene prve objave pa segajo v konec petdesetih let. Po vrsti črtic in pesmi za otroke, je leta 1961 izšlo njeno prvo prozno besedilo Žarometi.
Kratki roman Žarometi je prvič izšel leta 1962 kot žepna knjiga zbirke Školjka. Žarometi se zdaj, po dobrih treh desetletjih v isti zasnovi in na novo premišljeni izvedbi vračajo bralcem, ljudem, ki jih je za današnjo podobo, kakršna je, sooblikovala tudi usoda Rudija Resnika in njegovega šoferja Tineta, medtem, ko Lina pogumno izpolnjuje svojo osebno žensko danost že od začetka vseh časov.

## Kratka obnova zgodbe
Glavna oseba Tine je šofer svojega šefa Rudija Resnika. Tine je pošten, ne bogat fant, ki dneve preživlja v avtu in si s tem služi kruh. Njegov nadrejeni Rudi je bogat, poročen z ženo Lino, rad pogleda za mladimi dekleti in rad zahaja v gostilne. Tine je postajal vse bolj naveličan čakanja pred gostilnami, celodnevne službe in dolžnosti, pogrešati je začel normalni delavnik, kakršnega je imela tudi njegova simpatija Tončka. Nekega dne je Tine ves utrujen prišel k Tončki, ki pa si je želela le malo njegove pozornosti. Ko je rekel da je vozil poleg gospodarja tudi lepo žensko, je bila zelo ljubosumna kar je dojel kot nezaupanje. Tistega večera sta se sprla in on je odšel sam domov, njej pa je bilo zelo žal za izrečene besede in nezaupanje. Naslednji dan je moral Rudija peljati na dolgo pot na Hrvaško na sejem. Na poti sta se z Rudijem ustavila v gostilni kjer je bila zaposlena kot natakarica Tončka. Obema, tako Tončki kot Tinetu je bilo žal za včerajšnji prepir, zato sta se dogovorila, se pogovorita, ko pride Tine zvečer domov. Oba sta se že veselila srečanja, saj sta vedela, da zanju to pomeni nov, lep začetek. Tine je ves dan premišljal o Tončki, njegov gospodar pa je na sejmu, ki sta ga obiskala sklepal posle s tamkajšnjimi kmeti. Proti večeru sta se odpravila domov. Tine je komaj čakal, da vidi Tončko, zato je vozil hitreje kot po navadi. Bil je večer in na cest so se domačini vozili z vpreženimi vozovi. Tine je spregledal voz na cesti in tako povzročil prometno nesrečo, v kateri je on izgubil življenje, Rudi pa je preživel. Rudija je njegova smrt zelo prizadela, saj ga je Tine spremljal vse dni. Tako se je končalo Tinetovo življenje, Rudi pa se je po njegovi smrti zelo spremenil; postal je bolj pozoren do svoje žene. 

## Ocena pisca in kritika Mitje Mejaka
Snov romana je zajeta iz sodobnosti, obrazi so predstavniki današnjih socialnih plasti in nravi, problematika je značilna za naše življenje. Dva protagonista nastopata, dva nasprotna psihološka in moralna lika: prvi je socialistični prekušpčevalec, nakupovalec, drugi je mlad šofer, preprost, naraven in naravno pošten človek. Ob avtomobilski nesreči, kjer se šofer smrtno ponesreči, se konflikt, ki tli že neprestano, zgosti; za hip se zazdi, da je Rudi Resnik do dna pretresen, da se bo celo spremenil, toda iz svoje kože ne more. Konflikt je tragičen in brez kompromisa, resnično zastavlja bralcu vrsto vprašanj o moralnih dilemah. Odlika romana je tudi v tem, da je v tekstu zajet kos naše resničnosti, da je izoblikovana tema, ki v okviru sodobne proze nima mnogo zgledov.  sodobnost je narisana skozi izsek, toda ta izsek je tako plastičen, da razširi svoje dimenzije.